# Leopoldo Matos y Massieu
Leopoldo Matos y Massieu (Las Palmas de Gran Canaria, 6 d'agost de 1878 - † Hondarribia, 4 de setembre de 1936). Advocat i polític espanyol, va ser ministre de Treball durant el regnat d'Alfons XIII i ministre de Foment i de Governació al Govern de Dámaso Berenguer.

## Biografia
Estudià dret a la Universitat de Madrid. Un cop llicenciat treballà un temps com a passant d'Ángel Ossorio y Gallardo i després com a fiscal a l'Audiència de Madrid. Es casà amb María de Aguiar, filla del comte d'Aguiar.
Membre del Partit Conservador va ser diputat en el Congrés per la circumscripció de les Las Palmas a les eleccions generals espanyoles de 1910, 1914, 1916, 1918, 1919, 1920 i 1923.
Va ser ministre de Treball entre el 14 d'agost de 1921 i el 8 de març de 1922 en un gabinet que va presidir Antonio Maura. Després de la Dictadura de Primo de Rivera, ocuparia la cartera de Foment entre el 30 de gener i el 25 de novembre de 1930, i la cartera de Governació entre el 25 de novembre de 1930 i el 19 de febrer de 1931 al mateix govern que va presidir Dámaso Berenguer. Durant el darrer mandat va aprovar el Reial Decret que disposava la creació de l'aeroport de Gando.
Va ser també governador Civil de Barcelona durant dos curts períodes (1915 i 1917) i advocat de la Casa Reial.
Va morir assassinat per milicians republicans el 4 de setembre de 1936 al fort Guadalupe (Hondarribia, Guipúscoa), junt al dramaturg i fill d'Antonio Maura, Honorio Maura Gamazo i el polític tradicionalista Joaquín Beunza Redín. Ramon Brunet fou testimoni dels fets.